# Ilirska akademija u Splitu
Ilirska akademija, odnosno Hrvatska akademija (Academia lllyrica ilitivam slovinska ...) u Splitu bila je prosvjetna ustanova u Splitu. Osnovana je 1703. godine. Bila je to jedna od literarnih akademija koje su u to vrijeme (18. stoljeće) nicale po Europi, u intelektualnim
krugovima, no nisu imale utjecaja na puk. Ova je akademija bila prva takve vrste u Hrvata. Uzor je bila rimska Arcadia iz 1690. godine. 
Za njeno je osnivanje mnogo zaslužan plemić Ivan Petar Markić (Ivan Petar Marchi). Svrhu osnivanja zapisao je u vlastitom prijevodu djela isusovca Bouhoursa Misli karstjanske za svaki dan od miseca: Ne nahodim da se bolje može uzgojiti i lipje urešiti ovi jezik s izvrsnimi načini od besidenja; niti veće pruditi dušam virnikov i nevirnikov, nego s prinesenjem od dobrih i duhovnih knjiga iz inih jezikov u ovi naš slovinski.
Osnivanje akademije podupirao je nadbiskup Stjepan I. Cosmi.
Po uzoru na splitsku osnovana je slična akademija u Dubrovniku, a najvjerojatnije se radi o Akademiji ispraznijeh.
Zabilježeno je da je 1703. godine Hrvatska (odnosno Ilirska) akademija imala dvanaest članova. Prema spoznajama i pretpostavkama, članovi su bili: Franjo Kriton, tajnik, svećenik, kancelier nadbiskupa Cosmija, Jerolim Kavanjin, pjesnik i splitski odvjetnik, Ivan Dražić, Petar Macukat, isusovac Ardelio Della Bella, autor trojezičnog rječnika, a možda i sam nadbiskup Stjepan I. Cosmi, koji je hrvatskom narodu bio vrlo sklon i radio za njegovu dobrobit, vjerojatno i vrlo ugledni Ivan Paštrić, iako nije živio u Spiitu, pa i drugi. Članovi su o predloženim problemima raspravljali na sastancima govoreći u prozi i u stihovima, a posebno su pazili na upotrebu pravilnih izraza. Zaštitnik im je bio sv. Jerolim. 